# Élections infranationales boliviennes de 2010
Les élections infranationales boliviennes de 2010 ont lieu le 4 avril 2010. Environ 5 millions d'électeurs sont appelés à voter pour les autorités municipales et départementales, en particulier les gouverneurs de chaque département. Le Mouvement vers le socialisme (MAS), le parti au pouvoir d'Evo Morales (gauche), a remporté 6 des 9 départements autonomes. Le MAS n'avait obtenu que 3 d'entre eux en 2005.
La droite était représentée en particulier par le Mouvement nationaliste révolutionnaire (MNR), et parvint à conserver ses bastions de Beni, Tarija et Santa Cruz, mais perdit le Pando et Chuquisaca, remportés par le MAS.
Ces élections succèdent aux élections générales de 2009, qui ont vu en décembre la victoire éclatante de Morales, élu président pour la deuxième fois.

## Sièges à pourvoir
- les gouverneurs de chaque département (Beni, Chuquisaca, Cochabamba, La Paz, Oruro, Pando, Potosí, Santa Cruz et Tarija)
- les membres des Assemblées législatives départementales. 23 sièges de chaque Assemblée départementale est réservée aux communautés indigènes, et ont été sélectionnés selon le droit coutumier dans les semaines précédant l'élection.
- les sous-gouverneurs des provinces et les corregidors municipaux (autorité exécutive) du département du Beni
- des responsables exécutifs du département de Tarija
- les maires et les conseillers municipaux dans les 337 municipalités boliviennes[3]
- les cinq membres de l'Assemblée régionale dans la région autonome du Gran Chaco.

## Partis politiques participants
- Beni: Convergencia Amazónica, Primero El Beni, Mouvement nationaliste révolutionnaire (Movimiento Nacionalista Revolucionario ; MNR), Mouvement vers le socialisme (Movimiento Al Socialismo - Instrumento Político por la Soberanía de los Pueblos ; MAS), et (Nacionalidades Autónomas por el Cambio y Empoderamiento ; NACER).
- Chuquisaca: Chuquisaca somos Todos, Libertad y Democracia Renovadora, Falange April 19, Mouvement sans peur (Movimiento sin Miedo ; MSM) et MAS.
- Cochabamba: Todos por Cochabamba, MNR, MSM et MAS.
- La Paz: Front d'unité nationale (Frente de Unidad Nacional ; UN), Alianza Social Patriótica, MNR, MAS, MSM et Movimiento por la Soberanía.
- Oruro: MNR, MAS, MSM et UN
- Pando: Consenso Popular, MSM et MAS.
- Potosí: Frente Cívico Regional Potosinista, Agrupación Ciudadana Uqarikuna, Alianza Social, MNR, MAS.
- Santa Cruz: Front large du Mouvement nationaliste révolutionnaire et Frente Amplio, Todos por Santa Cruz, Fuerza Ciudadana Nacionalista, Verdes, MSM et MAS.
- Tarija: Camino al Cambio (Alianza Departamental)[4],  Poder Autonómico Nacional, et MAS[5].

## Postes clés

### Gouverneurs
Les candidats en tête pour les sièges de gouverneurs (gobernadores) sont:
- Département de Beni: Ernesto Suárez (gouverneur sortant), Jessica Jordan (MAS)
- Département de Chuquisaca: Esteban Urquizu (MAS), Jhon Cava (Alianza Por Chuquisaca), Bernabé Paredes (MSM), Horacio Poppe (Falange 19 de Abril, F-19)
- Département de Cochabamba: María Casta Jaimes (MNR), Edmundo Novillo (MAS), Marvel Jose María Leyes (UN), José Ronald del Barco (MSM)
- Département de La Paz: César Cocarico (MAS), Simón Yampara (MSM), Carlos Hugo Laruta (Unidad Nacional-Plan Progreso para Bolivia; UN-PPB)
- Département d'Oruro: Santos Tito (MAS), Iver Pereyra (MSM)
- Département de Pando: Paulo Bravo (CP, 48,4 % des voix), Luis Adolfo Flores (MAS, élu avec 49,7 % des voix dans ce bastion historique de la droite[1]), Egidio Puerta (MSM)
- Département de Potosí: Félix Gonzáles (MAS), Orlando Careaga (ACU)
- Département de Santa Cruz: Rubén Costas (Verdes, gouverneur sortant, adversaire d'Evo Morales), Jerjes Justiniano (MAS)
- Département de Tarija: Mario Cossío (CC, gouverneur sortant), Carlos Cabrera (MAS), Edwin Flores (PAN)

### Maires
Les candidats en tête pour les sièges de maires des principales municipalités sont:
- Cobija : candidat du MAS élu[6]
- Cochabamba: Edwin Castellanos (MAS, élu[6]);  Arturo Murillo (Todos Por Cochabamba, TPC)
- La Paz: Luis Revilla (Movimiento sin Miedo, élu[6]), Elizabeth Salguero (MAS), Guillermo Fortún Suárez (ADN), Hugo San Martín (UN)
- El Alto: Édgar Patana (MAS), Abel Mamani (MSM)
- Sucre: Jaime Barron (PAÍS), Ana María Quinteros (MAS), Edgar Arraya (Nueva Alternativa Ciudadana, NAC), Fernando Rodríguez (Primero Sucre), Moisés Torres (Frente Para la Victoria, FPV)
- Oruro : candidat du MSM

## Autres résultats marquants
À Ascensión de Guarayos, capitale de la province de Guarayos (Santa Cruz), le candidat du MAS, Élida Urapuca, l'a emporté contre le MNR, Pablo Guaristi (deuxième) et Roberto Shock. L'ex-président du Comité civique pro-Santa Cruz, organisme qui avait mené les manifestations contre le gouvernement d'Evo Morales, Branko Marinkovic, était derrière la candidature de Shock, et a aujourd'hui des ennuis judiciaires pour s'être illégalement approprié de terrains communaux.